# Joseph Desch

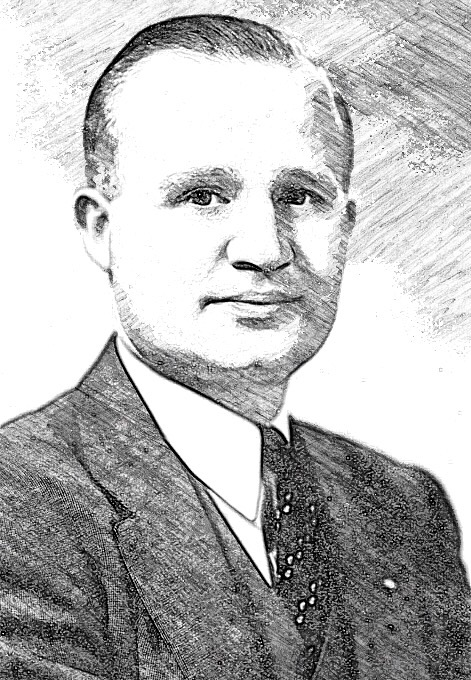
Joseph Desch (ca. 1945)

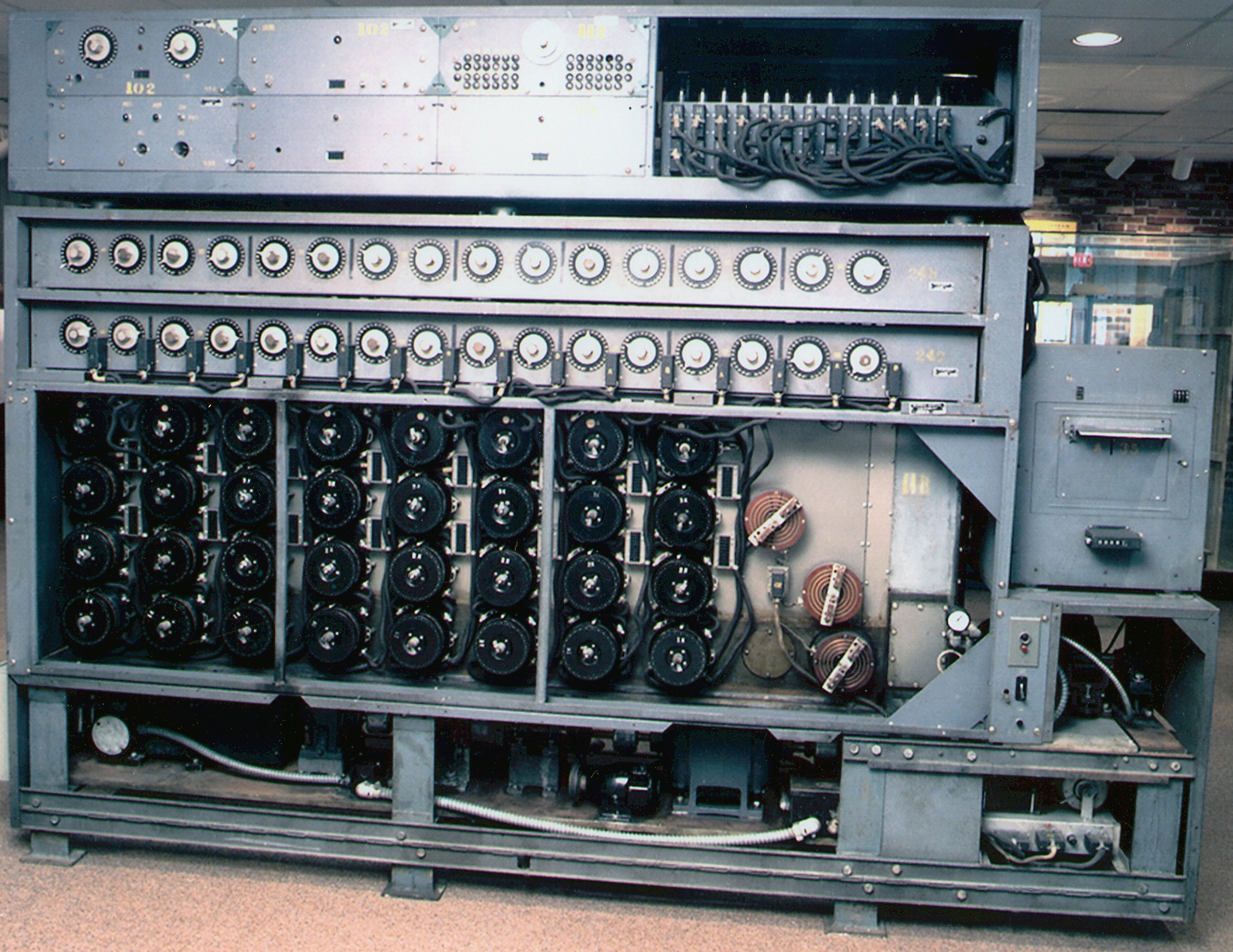
Die amerikanische Hochgeschwindigkeits-Variante der Turing-Bombe wurde auch als Desch-Bombe bezeichnet. Sie war speziell gegen die Vierwalzen-Enigma gerichtet.

Joseph Desch (* 23. Mai 1907 in Dayton, Ohio; † 3. August 1987 in Kettering, Ohio) war ein US-amerikanischer Elektroingenieur und Kryptologe.

## Leben
Joe, wie er zumeist genannt wurde, war während des Zweiten Weltkriegs wesentlich daran beteiligt, die amerikanische Version der britischen Turing-Bombe weiterzuentwickeln. Seine für Entzifferungsaufgaben konzipierte Maschine wurde ab April 1943 im United States Naval Computing Machine Laboratory (NCML) produziert, das seinen Sitz in der National Cash Register Company (NCR) in Dayton (Ohio) hatte. Sie zielte auf höchstmögliche Entzifferungsgeschwindigkeit und wurde speziell gegen die von den deutschen U‑Booten benutzte Enigma‑M4 (mit vier Walzen) eingesetzt. Nach Angaben der NSA (National Security Agency) waren 121 Maschinen in Betrieb, die jeweils etwa 20 Minuten Laufzeit pro Walzenlage benötigten. Die „Trommeln“ erreichten dabei mit bis zu 2000 Umdrehungen pro Minute (entspricht etwa 33 Umdrehungen pro Sekunde) mehr als die fünfzehnfache Geschwindigkeit des britischen Vorbilds.
Joseph Desch erhielt 1948 die Medal for Merit, damals die höchste zivile Auszeichnung der USA, und wurde im Jahr 2011 postum in die Hall of Honor (deutsch: Ehrenhalle) der National Security Agency NSA aufgenommen.